# アトムキャット
『アトムキャット』は、1986年7月から1987年2月に「ニコニココミック」（世界文化社）において連載された手塚治虫の漫画作品。
実際のタイトルは「ア・トムキャット」（アとトの間に中黒が入っている）。

## 概要
「『鉄腕アトム』のリメイク」との意気込みで、晩年の手塚がとりくんだ児童向けギャグ漫画。
連載期間が半年と短いが、これは作者の執筆当時の体調のためでなく、掲載誌が休刊に追い込まれたことによる。
デジタルマガジン社は2012年に英語版出版のため、本作と『海のトリトン』『ユニコ』を合わせ1500ページの作品としてクラウドファンディングで資金調達を行ったが、751人のサポーターが付き、目標額の241%となる49411ドルの調達に成功した。

## あらすじ
仔猫のアトムは、いじめられっ子のつぎお君に拾われるが、粗相を繰り返して、また捨てられそうになる。その道中でつぎお君とともに交通事故に遭い、危うく死にかけるが、事故を起こしたのは、宇宙人の夫婦「チャールズ」と「ダイアナ」だった。そして良心をさいなまれた宇宙人の勘違い（つぎお君の記憶していた漫画と猫のアトムを一緒にしてしまった）から、猫のアトムは、作中世界に存在する往年の人気漫画『鉄腕アトム』の主人公・アトムとしてサイボーグ手術をほどこされ、光子力がエネルギー源のスーパーキャットとしてよみがえるのだった。

## 掲載リスト
1. アトムキャット誕生
2. アトムの初恋
3. 悪霊ネコ・メフィスト
4. 親のいないアトム
5. 海賊の宝物
6. 絵をかくアトム
7. ネコのミイラ

※87年2月号で雑誌廃刊のため連載打ち切りとなり未完

## 書誌情報
- 手塚治虫 『アトムキャット』 講談社〈手塚治虫漫画全集〉、1993年1月16日第一刷発行、ISBN 4-06-175909-4
- 手塚治虫 『アトムキャット』 秋田書店〈秋田文庫〉、2003年3月6日発売[2]、ISBN 4-253-17412-4
- 手塚治虫 『アトムキャット』 秋田書店〈SUNDAY COMICS〉、2005年5月25日発売[3]、ISBN 4-253-06502-3
- 手塚治虫 『アトムキャット』 講談社〈手塚治虫文庫全集〉、2009年12月11日発売[4]、ISBN 978-4-06-373731-8
- 手塚治虫 (原著), やまもと しんじ (イラスト)：『アトムキャット　―A・TOMCAT―　～アトム誕生～』、世界文化社、ISBN 9784418228430（2023年2月2日）＃ 読み物絵本としてのリメーク[5]。